# 綠徑屋
綠徑屋（英語：Greenway House）位於英格蘭德文郡，曾是作家阿嘉莎·克莉絲蒂和考古學家馬克斯·馬洛溫的住宅，目前由英國國民信託管理。2004年被列為英國二級登錄建築。

## 歷史
綠徑屋建於18世紀後期。1938年，考古學家馬克斯·馬洛溫及其妻子阿嘉莎買下了綠徑屋，他們在之後的二十多年內時常來此度假。阿嘉莎在自傳中將其形容為「夢想中的房子」。
1968年，阿嘉莎的女兒羅莎琳德·希克斯及其夫安東尼入住綠徑屋。2000年，羅莎琳德和安東尼將綠徑屋捐贈給了英國國民信託，但夫妻兩人仍繼續住在裡面，直至2004年和2005年相繼去世為止。
英國國民信託對綠徑屋進行全面翻修，使其恢復到1950年代時的樣貌，房子的一部分改建成度假套房。在這段期間內，英國廣播公司系列節目《Hidden Gardens》曾來綠徑屋拍攝。2009年2月，綠徑屋開始對公眾開放。

## 與克莉絲蒂小說的關聯
阿嘉莎·克莉絲蒂寫的小說中的一些小地點是以綠徑屋為原型，包括《弄假成真》中的船屋、網球場與青年旅館，《五隻小豬之歌》中的砲兵園。
2013年，電視劇《大偵探白羅》在綠徑屋拍攝劇集《弄假成真》的納塞莊園相關場景。

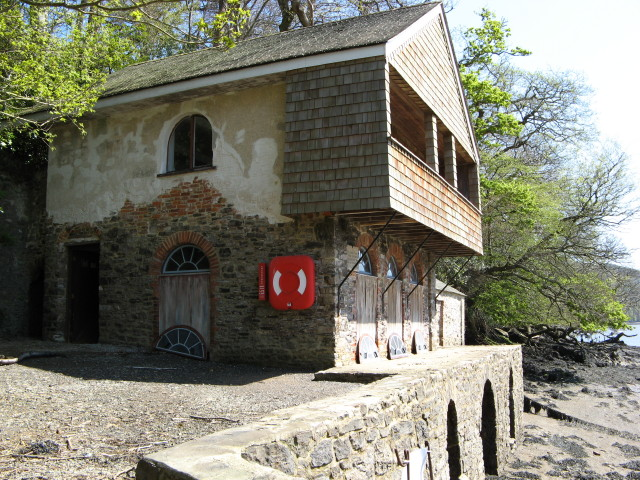
船屋，在小說《弄假成真》中是瑪琳·塔克遇害之地
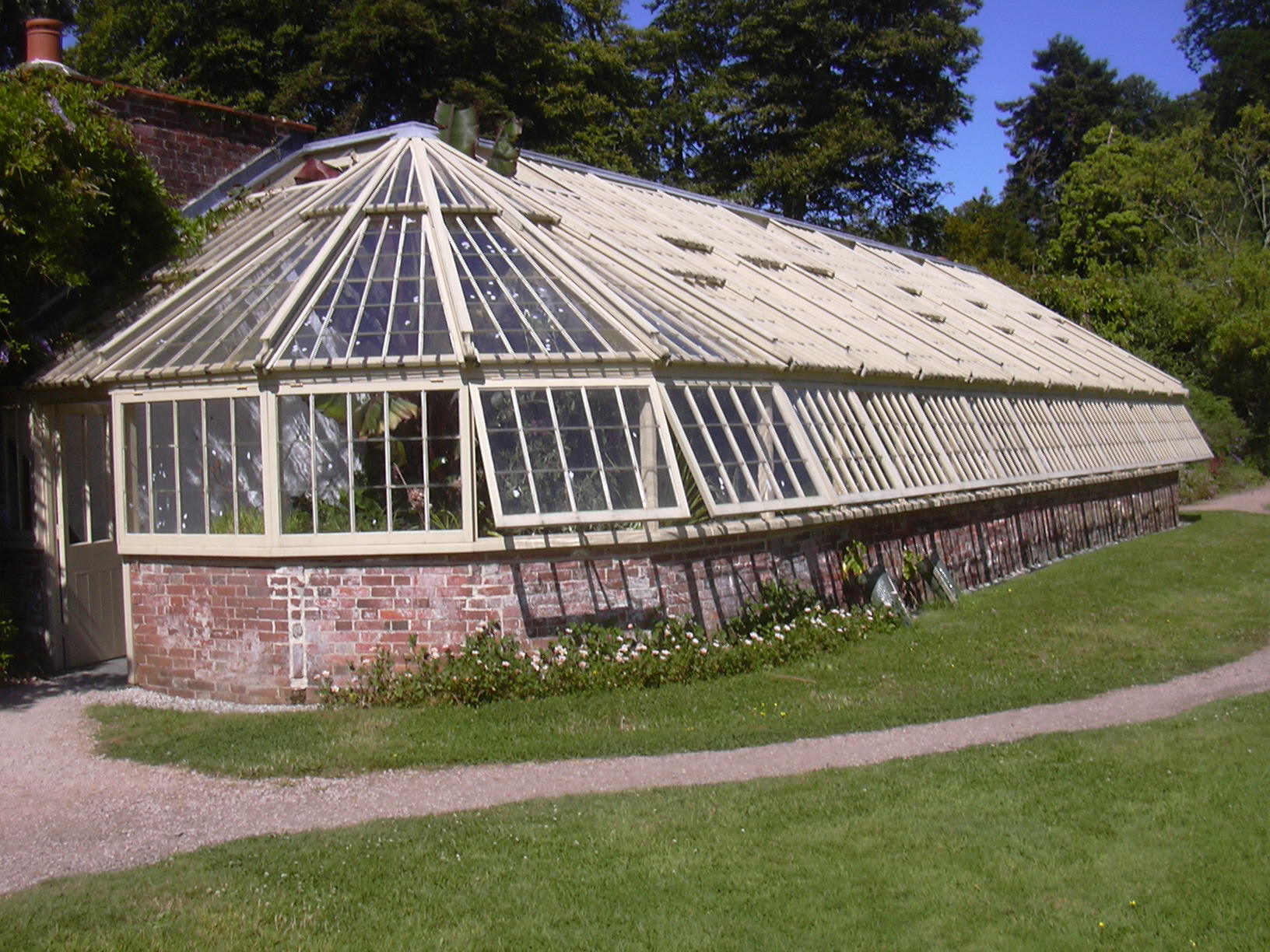
溫室
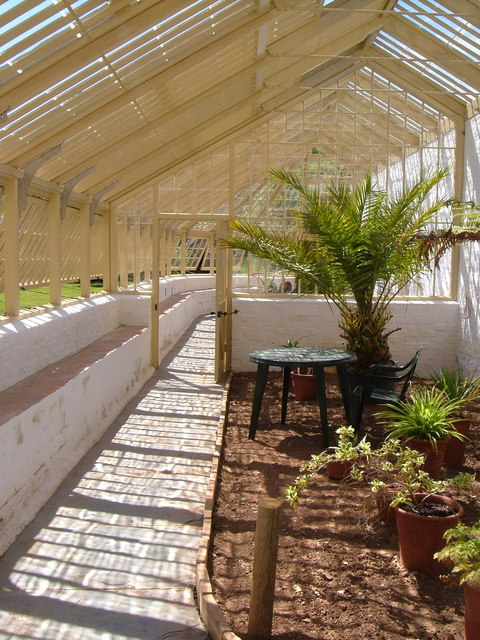
溫室內部
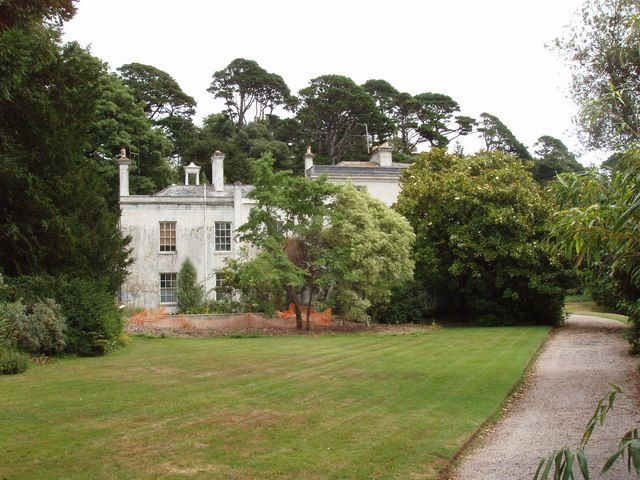
2006年時的綠徑屋

## 外部連結
- Greenway information at the National Trust （页面存档备份，存于）